# Fred Lorz
Frederick (Fred) Lorz (New York, 5 juni 1884 – aldaar, 4 februari 1914) was een Amerikaans langeafstandsloper, die gespecialiseerd was in de marathon. Door een bizar voorval op de Olympische Spelen van 1904 in Saint Louis werd hij een bekendheid.

## Biografie
In 1904 haalde Lorz een vijfde plaats in de Boston Marathon. Hij kwalificeerde zich hiermee voor de Olympische Spelen, die later dat jaar zouden worden gehouden. Op de olympische marathon kwam hij als eerste over de finish. Een toeschouwer beschuldigde hem echter van bedrog. Daarop gaf Lorz vrijwillig toe de helft van het parcours in een auto te hebben afgelegd. (Volgens een lezing van de gebeurtenissen kwam hij alleen maar zijn kleding ophalen die nog bij het vertrekpunt lag, en werd hij daarop toegejuicht door het publiek dat dacht dat hij de winnaar was. Lorz zou het misverstand hebben opgehelderd op het moment dat Alice Roosevelt, de dochter van de president, hem met zijn overwinning wilde feliciteren.) Als gevolg hiervan werd Lorz levenslang uitgesloten van deelname aan de Olympische Spelen. Zijn verklaring dat hij slechts een grap had willen uithalen, hielp niet. Thomas Hicks, die als tweede was gefinisht, werd tot winnaar uitgeroepen.
De Amerikaanse bond was milder en liet de schorsing in het daaropvolgende jaar aflopen. Lorz bewees met zijn overwinning in de Boston Marathon van 1905, dat hij wel degelijk op een eerlijke manier een wedstrijd kon winnen. Ook in 1908 nam hij deel aan de Boston Marathon, waarin hij een zevende plaats behaalde.
In zijn actieve tijd was Lorz aangesloten bij de Mohawk Athletic Club.
Hij overleed op 29-jarige leeftijd in het stadsdeel The Bronx aan longontsteking.

## Persoonlijk record
| Onderdeel | Prestatie | Datum         | Plaats |
| --------- | --------- | ------------- | ------ |
| marathon  | 2:32.20   | 20 april 1908 | Boston |

## Palmares

### marathon
- 1903: 4e Boston Marathon - 2:53.42,4 (parcours had een lengte van 37 tot 38,8 km)
- 1904: 5e Boston Marathon - 2:44.00,8 (parcours idem als in 1903)
- 1904: DQ OS
- 1905:  Boston Marathon - 2:38.25,4 (parcours idem als in 1903)
- 1908: 7e Boston Marathon - 2:32.20,1 (parcours idem als in 1903)